# Caumont (Ariège)
Caumont település Franciaországban, Ariège megyében. Lakosainak száma 338 fő (2022. január 1.). Caumont Cazavet, Mercenac, Montgauch, Prat-Bonrepaux, Saint-Lizier, Lorp-Sentaraille, Taurignan-Castet és Taurignan-Vieux községekkel határos.

## Népesség
A település népességének változása:
| Lakosok száma | 292  | 255  | 287  | 317  | 306  | 318  | 326  | 332  | 334  | 338  |
|               | 1968 | 1982 | 1990 | 2006 | 2013 | 2015 | 2017 | 2019 | 2020 | 2022 |